# سنا ایریه
سنا ایریه (انگلیسی: Sena Irie؛ زادهٔ ۹ اکتبر ۲۰۰۰) بوکسور زن اهل ژاپن است.